# Alexandra Earl-Givan
Alexandra Earl-Givan (* 25. April 1970) ist eine ehemalige US-amerikanische Hammerwerferin.
1995 siegte sie bei den Panamerikanischen Spielen in Mar del Plata.
Ihre persönliche Bestleistung von 62,72 m stellte sie am 20. Juli 2003 in Wakefield auf.